# Witten (Duitsland)

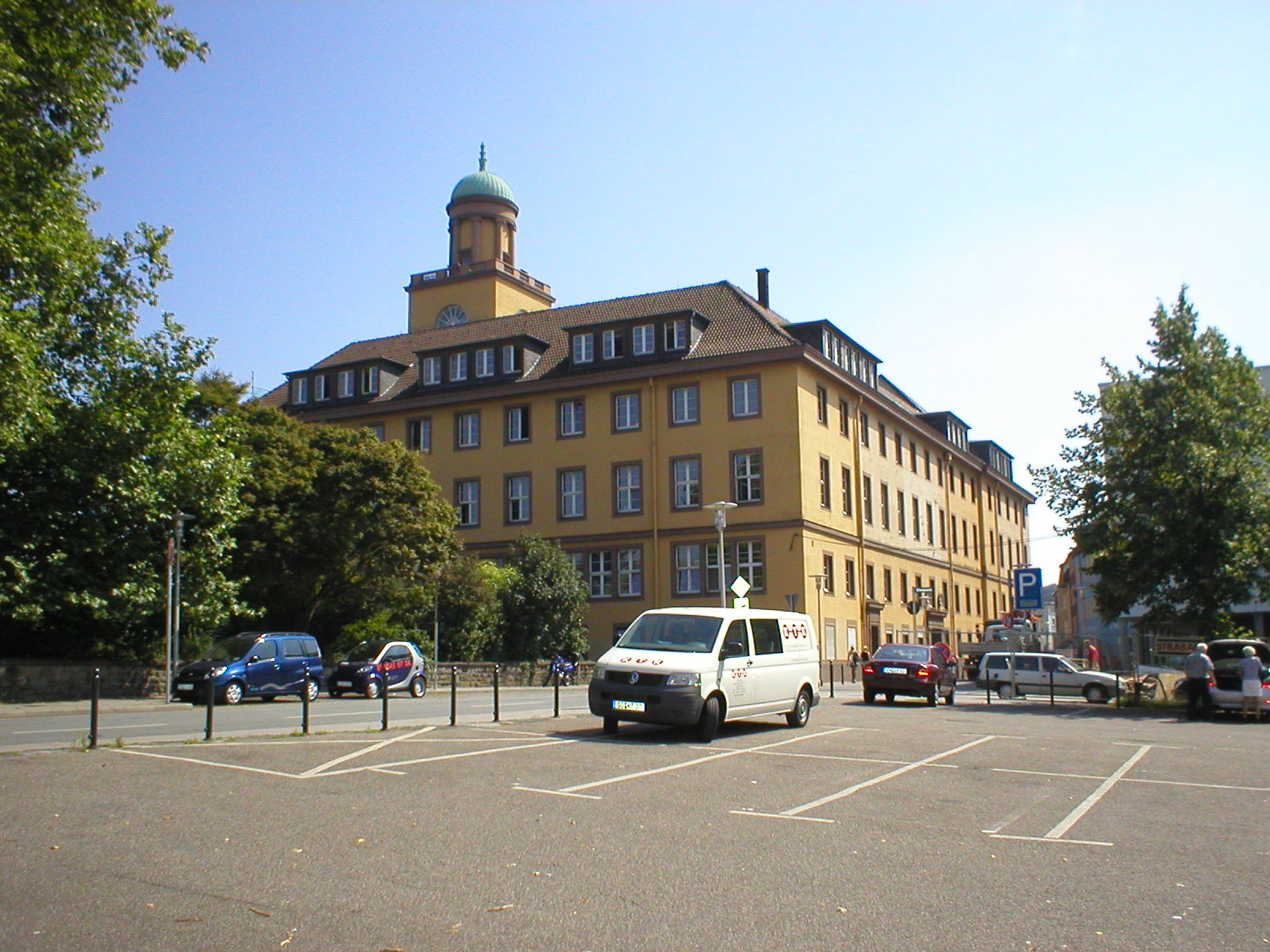
Raadhuis

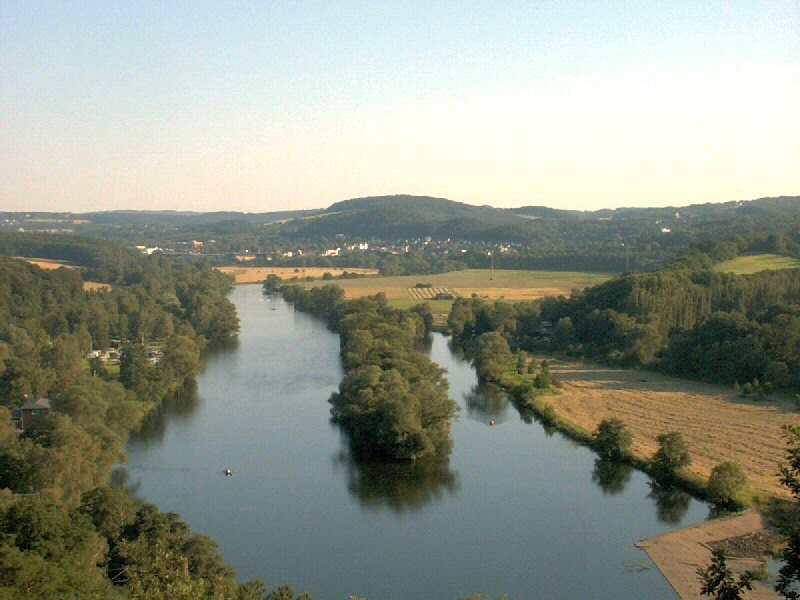
Het Ruhrdal bij Witten

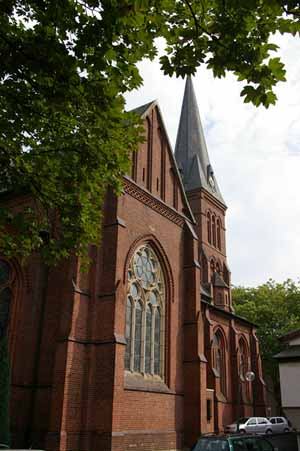
St. Jozefskerk in Witten-Annen

Witten is een stad in de Duitse deelstaat Noordrijn-Westfalen, gelegen in de Ennepe-Ruhr-Kreis aan de rivier de Ruhr. De stad telt 95.876 inwoners (31 december 2020) op een oppervlakte van 72,37 km². Naburige steden zijn Dortmund, Herdecke, Wetter, Sprockhövel, Hattingen en Bochum. De stad behoort tot het Ruhrgebied.

## Geschiedenis
Omstreeks het jaar 1214 werd de plaats voor het eerst vermeld in een bron van het klooster Werden.

## Bestuurlijke indeling
Het stadsgebied van Witten bestaat (2006) uit 8 stadsdistricten welke in 42 wijken zijn onder te verdelen.
| - Witten-Mitte: - 11 Innenstadt - 12 Oberdorf-Helenenberg - 13 Industriegebiet-West - 14 Krone - 15 Crengeldanz - 16 Hauptfriedhof - 17 Stadion - 18 Industriegebiet-Nord - 19 Hohenstein - Düren: - 21 Düren-Nord - 22 Düren-Süd - Stockum: - 31 Stockum-Mitte - 32 Dorney - 33 Stockumer Bruch - 34 Wilhelmshöhe | - Annen: - 41 Tiefendorf - 42 Wullen - 43 Annen-Mitte-Nord - 44 Annen-Mitte-Süd - 45 Kohlensiepen - 46 Wartenberg - 47 Gedern - Rüdinghausen: - 51 Industriegebiet-Ost - 52 Rüdinghausen-Mitte - 53 Buchenholz - 54 Schnee - Bommern: - 61 Steinhausen - 62 Bommerbank - 63 Bommerfeld - 64 Wettberg - 65 Buschey - 66 Bommeregge | - Heven: - 71 Papenholz - 72 Hellweg - 73 Wannen - 74 Heven-Dorf - 75 Lake - Herbede: - 81 Herbede-Ort - 82 Vormholz - 83 Bommerholz-Muttental - 84 Durchholz - 85 Buchholz-Kämpen |

## Politiek

### Stadsraad - Actuele zetelverdeling
|      | SPD | CDU | GRÜNE | FDP | PDS/WAL | NPD | WBG | FLW | AUF Witten | =  |
| 2004 | 24  | 18  | 7     | 2   | 1       | 3   | 4   | 1   | 1          | 64 |

### Burgemeesters sinds 1809
- 1809 - 1813: Schmieding
- 1813 - 1825: Clason
- 1825 - 1839: Geißel
- 1839 - 1850: Kämper
- 1851 - 1856: Wichelhausen
- 1856 - 1869: Bauer
- 1869 - 1873: Wegener
- 1873 - 1877: Geisenheimer
- 1877 - 1883: Haarmann, Brickenstein, Grieben
- 1883 - 1889: Bürkner
- 1890 - 1911: Dr. Gustav Haarmann
- 1911 - 1933: Otto Laue
- 1933 - 1944: Dr. Erich Zintgraff
- 1944 - 1945: Dr. Karl-August Wietfeld
- 1945: Wilhelm Zimmermann
- 1945: Johannes Grimm
- 1945 - 1946: Alfred Junge
- 1946 - 1950: Albert Martmöller
- 1950 - 1952: Walter Rieckesmann
- 1952 - 1953: Albert Martmöller
- 1954 - 1967: Fritz Reincke
- 1967 - 1978: Friedhelm Ottlinger
- 1978 - 1983: Klaus Lohmann
- 1983: Arthur Raillon
- 1983 - 1989: Friedhelm Trepper
- 1989 - 2004: Klaus Lohmann
- 2004 - 2020: Sonja Leidemann
- 2020 - heden: Lars König

## Verkeer en vervoer
Witten heeft trein- en S-Bahn-verbindingen met onder andere Düsseldorf, Wuppertal en Duisburg. Witten ligt aan de Duitse Autobahnen A448 en A43 (van Wuppertal naar Münster).

## Beroemde inwoners van Witten
- Stephan Remmler (1946), liedjesschrijver, zanger
- Peter Knäbel (1966), voetballer
- Kevin Vogt (1991), voetballer
- Felix Dornebusch (1994), voetballer